# Kule (Częstochowa)
Kule – osiedle w Częstochowie należące do dzielnicy Wyczerpy-Aniołów.
W pobliżu osiedla znajduje się Cmentarz Kule. Cmentarz ten został utworzony w 1882 roku, Kule były wówczas samodzielną osadą na przedmieściach Częstochowy. Nazwa Kule pochodzi prawdopodobnie od nazwiska dawnych właścicieli tego terenu.
W Słowniku geograficznym Królestwa Polskiego z 1883 roku Kule są opisane jako wieś położona tuż przy Częstochowie licząca 28 domów i 133 mieszkańców.